# Ekeby landskommun, Närke
För andra landskommuner med detta namn, se Ekeby landskommun.
Ekeby landskommun var en tidigare  kommun i Örebro län. 

## Administrativ historik
Den inrättades i Ekeby socken i Sköllersta härad i Närke när 1862 års kommunalförordningar trädde i kraft 1863. 
Den upphörde vid kommunreformen 1952, då den gick upp i Ekeby och Gällersta landskommun. Sedan 1971 tillhör området Kumla kommun.

## Politik

### Mandatfördelning i valen 1942-1946
| 7 | 11 |

| 18 |

| 8 | 7 | 3 |

| 17 |